# 竹田系統交流道
竹田系統交流道位於臺灣屏東縣竹田鄉南方，用於連結國道三號與台88線 ，指標分別為國道三號415k、台88線21k。
此系統交流道為高雄市往返墾丁、臺東縣的重要交通要道。
竹田系統交流道為南橫高速公路規劃案之屏東端起點。另公路總局規劃屏南快速公路以此交流道為起點，往南延伸至恆春。
|  | 415 竹田系統 |  | 竹田 高雄 |
|  | 21 竹田系統  |  | 屏東 林邊 |

## 外部連結
- 國道三號竹田系統交流道示意圖 （页面存档备份，存于）（交通部高速公路局）
- 台88線竹田系統交流道、竹田端示意圖 （页面存档备份，存于）（交通部公路總局）
- 屏南快速公路可行性研究說明會簡報 交通部公路總局 （页面存档备份，存于）